# Lejamaní
Lejamaní (uit het Nahuatl: "Plaats waar men kostbare stenen bewerkt") is een gemeente (gemeentecode 0309) in het departement Comayagua in Honduras.
Het dorp bevindt zich ten zuiden van de rivier Tepanguare. Het heette oorspronkelijk Dexamano. Maar omdat de inheemse bevolking de D niet goed kon uitspreken, veranderde het eerst in Lejamane en later in Lejamaní.
In de gemeente bevindt zich de bergketen Goma de Cuero. Deze wordt ook wel Tronco Quemado genoemd.
Elk jaar wordt in december het volksspel De Dans van de Reus (El Baile del Gigante) opgevoerd.

## Bevolking
De bevolking is als volgt verdeeld:
| Vrouwen | 3085 | 52,9% |
| Mannen  | 2746 | 47,1% |

## Dorpen
De gemeente bestaat uit één dorp (aldea): Lejamaní (code van het dorp 030901).